# Fun Home
Fun Home és un musical de Lisa Kron i Jeanine Tesori, adaptat de la novel·la gràfica autobiogràfica d'Alison Bechdel. La història tracta la relació de Bechdel amb el seu pare gai i els seus intents per descobrir els misteris al voltant de la seva vida. És el primer musical de Broadway amb una protagonista lesbiana.
El musical va crear-se a la Conferència de Dramaturgs d'Ojai de 2009 i al Sundance Theatre Lab i al Laboratori Públic del The Public Theatre de 2012. Va estrenar-se a l'Off-Broadway al The Public Theatre el setembre de 2013 amb crítiques positives. La seva estada en cartell es va estendre en diverses ocasions fins al gener de 2014. Aquesta producció va estar nominada a nou Premis Lucille Lortel (guanyant-ne tres, incloent Millor Musical), dos premis Obie i vuit Premis Drama Desk, entre d'altres.
La producció original de Broadway va començar les funcions prèvies al Circle in the Square Theatre el 27 de març de 2015 i va estrenar-se oficialment el 19 d'abril del mateix any. Aquesta producció va estar nominada a dotze premis Tony i en va guanyar cinc, incloent el premi Tony al Millor Musical. L'àlbum del musical va rebre una nominació als premis Grammy de 2016 a Millor Àlbum de Teatre Musical.
Es va estrenar en versió catalana en 2018 dirigida per Daniel Anglès i protagonitzada per Mariona Castillo, Daniel Anglès i Pilar Capellades.

## Concepció
El llibre de la dibuixant i escriptora Alison Bechdel, Fun Home, una biografia en forma de novel·la gràfica, es va publicar el 2006 amb un gran èxit de critica. El seu argument era l'arribada a l'edat adulta d'Alison Bechdel, amb un èmfasi particular en la relació amb el seu pare, en Bruce Bechdel. La sortida de l'armari de l'Alison es complica amb la revelació que en Bruce també havia tingut relacions homosexuals, fins i tot amb nois menors d'edat. Quatre mesos després que Alison es declarés lesbiana, en Bruce mor atropellat per un camió i, tot i ser ambigües les evidències, Alison arriba a la conclusió que ha estat un suïcidi.
El llibre de Bechdel va ser adaptat al musical amb llibret i lletres de Lisa Kron i música de Jeanine Tesori. June Thomas va descriure'l a Slate, una revista online, com a "el primer musical mainstream sobre una jove lesbiana".

## Desenvolupament i producció
L'adaptació de Fun Home a l'escenari va desenvolupar-se durant cinc anys. Primer va presentar-se com un workshop a la Conferència de Dramaturga d'Ojai a l'agost de 2009. Una lectura dramatitzada va tenir lloc el 2011 al The Public Theatre. Del repartiment d'aquesta lectura, només Judy Kuhn i Beth Malone van reprendre els seus personatges a la producció de l'Off-Broadway. El musical va tenir un altre taller el juliol de 2012 com a part del laboratori de teatre del Sundance Institute, amb la col·laboració de Raúl Esparza. Després va estar tres setmanes en cartell com a part del Laboratori Públic del The Public Theatre l'octubre i novembre de 2012. El 8 d'abril de 2013, algunes peces musicals de l'espectacle es va mostrar en un esdeveniment del Sundance Institute amb la col·laboració de Maggie Gyllenhaal, Judy Kuhn i David Hyde Pierce, entre d'altres. Un workshop final va tenir lloc al maig de 2013 al The Public Theatre.
El procés de desenvolupament del musical ha consistit en constants canvis i reescriptures. Beth Malone ha declarat que el guió del workshop original no s'assembla en res a l'obra actual. En primeres versions, la producció s'estructurava al voltant dels dibuixos de Bechdel, però l'equip creatiu va decidir eliminar-los llevat d'una imatge de Bruce i de l'Alison petita que es fa servir al final del musical. Les revisions van continuar durant el procés de prèvies de la producció de l'Off-Broadway, fent que els actors haguessin d'actuar material nou cada nit.
Fun Home va començar funcions a l'Off-Broadway el 30 de setembre de 2013 al The Public Theatre amb l'estrena oficial el 22 d'octubre de 2013. Programat des d'un inici fins al 3 de novembre de 2013, va tenir diverses pròrrogues i finalment va tancar el 12 de gener de 2014. La producció del The Public Theatre va ser dirigida per Sam Gold. L'escenografia i el vestuari eren a càrrec de David Zinn, el disseny d'il·luminació de Ben Staton, les projeccions de Jim Findlay i Jeff Sugg i coreografies de Danny Mefford.
En resposta de la controvèrsia creada per l'intent de multar econòmicament el College of Charleston per part de la justícia de Carolina del Sud per triar la novel·la gràfica original com a lectura recomanada per nous estudiants, el repartimant de l'Off-Broadway va dur a terme un concert amb les cançons del musical a Charleston el 21 d'abril de 2014. Hi van assistir Alison Bechdel, Lisa Kron, Jeanine Tesori i el director musical Chris Fenwick. Un crític de Charleston va descriure l'actuació com a sorprenent i la música com a espectacular. L'actor Michael Cerveris va anomenar l'actuació de Charleston com a “la prova més clara que havia vist que el teatre té un valor immens a la societat i la seva capacitat d'ajuntar les persones”.
El musical es va instal·lar al Circle in the Square Theatre de Broadway, amb funcions prèvies des del 27 de març de 2015 i amb estrena oficial el 19 d'abril de 2015. Sam Gold, que també va dirigir la producció del The Public Theatre, també dirigeix la producció del Broadway, acompanyat de l'equip de la producció de l'Off-Broadway (amb Zinn, Mefford i Stanton). El repartiment de l'Off-Broadway va tornar a interpretar els seus personatges a Broadway, excepte els actors que feien de l'Alison Mitjana, del John i del Christian Bechdel. El desembre de 2015, vuit mesos després d'estrenar a Broadway, l'espectacle va recuperar la seva inversió i va començar a veure el benefici. El cost de la producció era relativament baix gràcies a un repartiment i una orquestra petits.
Els productors originals han programat un tour nacional per Estats Units durant un any des de la tardor de 2016. La primera producció internacional de Fun Home s'estrenà a Manila, Filipines, a finals de 2016 amb Lea Salonga com a Helen.
El juny de 2017, la companyia catalana No Day But Today va anunciar l'estrena a Barcelona del musical pel gener de 2018, dirigida per Daniel Anglès, amb Mariona Castillo com a Allison, Anglès com a Bruce i Pilar Capellades com a Helen.

## Argument
Mentre treballa en la seva biografia avui dia, la dibuixant de mitjana edat Alison Bechdel recorda dos períodes de la seva vida. La primera és la seva infantesa, al voltant dels deu anys (Alison Petita), quan lluita contra les demandes obsessives del seu pare Bruce i comença a descobrir la seva identitat sexual. La segona és el seu primer any a la universitat (Alison Mitjana), quan comença la seva primera relació i surt de l'armari com a lesbiana.
Alison recorda com, de petita, demanava al seu pare que jugués als avions amb ella, mentre en Bruce remenava objectes dins d'una caixa que havia rescatat d'un graner (It All Comes Back). En Bruce avisa a la seva família que un visitant de la societat històrica local vindrà a veure la casa victoriana que ha restaurat, i la seva esposa Helen prepara la casa seguint les demandes estètiques estàndard d'en Bruce (Welcome to Our Hose on Maple Avenue). En una trucada entre el seu pare i una pagina del seu diari, l'Alison Mitjana expressa la seva ansietat per començar la universitat (Not Too Bad). A la Funerària Bechdel, l'Alison Petita i els seus germans John i Christian s'amaguen als taüts mentre en Bruce parla amb en Pete, un noi jove. Els nens imaginen un anunci per la funerària (Come to the Fun Home). L'Alison Mitjana dubta davant la porta de l'Associació Gay de la universitat i queda bocabadada quan coneix la Joan, una jove lesbiana. En Bruce convida a casa en Roy, un noi jove que ha contractar com a jardiner. En Bruce comença a seduir en Roy a la biblioteca mentre la Helen és a dalt, tocant el piano, intentant ignorar la situació (Helen's Etude).
L'Alison Mitjana escriu una carta als seus pares, però no menciona ni la Joan ni l'associació Gay. En Bruce ordena a l'Alison Petita que es posi un vestit, però ella prefereix posar-se una jaqueta texana. En Bruce li diu que serà l'única nena que no portaria vestit i que els altres nens es riuran d'ella; finalment es posa el vestit (Party Dress). L'Alison Mitjana li diu orgullosa a la Joan que ha escrit una carta als seus pares explicant-los que és lesbiana, però comença a tenir dubtes de si és asexual, fins que la Joan la besa. Aquella nit està feliç per haver tingut sexe amb la Joan (Changing My Major).
L'Alison es planteja una connexió entre la seva sortida de l'armari i la mort del seu pare. L'Alison Petita té com a deures dibuixar un mapa dels llocs on ha viscut la seva família, però en Bruce li agafa violentament i el dibuixa com creu que hauria de ser. L'Alison s'adona que tot i haver viatjat i viscut a Europa, el lloc de naixement, vida i mort del seu pare es poden reduir en un petit cercle a Beech Creek, Pennsylvania (Maps). En Bruce convida a cervesa un noi menor d'edat i més tard es deixa entreveure que han mantingut relacions sexuals. L'Alison Mitjana escriu als seus pares demanant resposta a la seva carta. L'Alison Petita està veient La Família Partridge a la televisió, però en Bruce l'apaga. L'Alison Petita parla amb ell i descobreix que anirà a un psiquiatre perquè ell és “dolent” i no bo com ella. L'Alison expressa la molèstia perquè sap que l'ha mentit; la veritable raó de visitar el psiquiatre és perquè el van detenir pel que li va fer al menor d'edat. La Helen li diu a l'Alison Petita que el psiquiatre ajudarà el seu pare i intenta auto convèncer-se. En Bruce comença una forta discussió amb la Helen i trenca algunes de les seves possessions, entre les quals, algun llibre. L'Alison Petita fantasia sobre la seva família mentre canten tots feliços a la televisió (Raincoat of Love).
L'Alison recorda un cop que en Bruce va portar-la a ella i els seus germans a Nova York i van estar-se en un apartament de Greenwich Village. Després d'un dia llarg, l'Alison Petita, en Christian i en John es posen a dormir dins dels seus sacs. L'Alison Petita es desperta i atrapa a en Bruce escapant-se. En Bruce li canta una cançó de bressol (Pony Girl). Li assegura que només anirà a buscar uns papers, però marxa per anar a lligar. L'Alison Mitjana s'enfada a causa d'una carta evasiva d'en Bruce responent a la seva sortida de l'armari. En una cafeteria amb el seu pare, l'Alison Petita es fixa en una cartera gallimarsot i sent una relació afectiva cap a ella (Ring of Keys).
L'Alison Mitjana truca a casa demanant una resposta més completa dels seus pares i es queda sorpresa quan la seva mare li explica que el seu pare ha mantingut relacions sexuals amb homes i nens. L'Alison explora les tensions que tenia la seva família durant aquells moments i veu una discussió entre els seus pares. L'Alison Mitjana torna a casa de vacances amb la Joan en una autocaravana. La Helen confessa a l'Alison Mitjana la seva pena per haver viscut una vida dins un matrimoni poc satisfactori amb en Bruce (Days and Days). L'Alison Mitjana, la Joan i en Bruce tenen un inexplicable bon vespre al voltant del piano. En Bruce li pregunta a l'Alison si vol anar a donar una volta amb el cotxe. L'Alison Adulta s'adona que l'Alison Mitjana ha desaparegut i puja al cotxe amb el seu pare trencant les barreres del temps. Durant la volta, ella i en Bruce lluiten per obrir-se l'un a l'altre (Telephone Wire).
En Bruce, bojament endinsat en un nou projecte de restauració, intenta i fracassa en trobar una manera de mantenir la seva vida en peu. Es llança davant d'un camió i mor (Edges of Time). L'Alison, reconciliada amb el seu passat, recorda i dibuixa el moment d'equilibri perfecte: jugant a avions amb el seu pare, mentre recorda el passat amb les altres Alisons (Flying Away).

## Repartiment
El personatge de l'Alison Bechdel està interpretat per tres actrius. L'Alison de 43 anys és la narradora de l'obra i explica i recorda la seva família; l'Alison Mitjana de 19 anys, estudiant d'Oberlin que està descobrint la seva sexualitat; i l'Alison Petita de 8 anys, que és una nena que pateix les expectatives del seu pare.
| Personatge                 | Off-Broadway (2013) | Broadway (2015)   | Barcelona (2018)                               |
| -------------------------- | ------------------- | ----------------- | ---------------------------------------------- |
| Alison Bechdel             | Beth Malone         | Beth Malone       | Mariona Castillo                               |
| Bruce Bechdel              | Michael Cerveris    | Michael Cerveris  | Daniel Anglès                                  |
| Helen Bechdel              | Judy Kuhn           | Judy Kuhn         | Pilar Capellades                               |
| Alison Petita              | Sydney Lucas        | Sydney Lucas      | Lara Kate Albertos/Noa Flores/Mariona Lleonart |
| Alison Mitjana             | Alexandra Socha     | Emily Skeggs      | Clara Solé                                     |
| Christian Bechdel          | Griffin Birney      | Oscar Williams    | Ferran Alegre/Aleix Colomer/Daniel Pérez       |
| John Bechdel               | Noah Hinsdale       | Zell Morrow       | Miquel Camps/Jan Gavilan/Stel·la Tarradellas   |
| Joan                       | Roberta Colindrez   | Roberta Colindrez | Júlia Jové                                     |
| Roy/Mark/Pete/Bobby Jeremy | Joel Perez          | Joel Perez        | Marc Andurell                                  |

## Música
Com que les cançons de Fun Home estan estrictament lligades al diàleg, no es va publicar cap llista de cançons al programa de mà.

L'àlbum de la producció original va sortir a la venda el 2014 i debutar al número 2 a la Llista d'àlbums de Musicals de la revista Billboard, un fet remarcable per una producció de l'Off-Broadway. Després d'estrenar-se a Broadway el 2015, es van gravar nous fragments del musical i es van tornar a gravar, concretament per incluir a Emily Skeggs al paper d'Alison Mitjana. També inclou més diàleg per ajudar a l'oient a seguir millor la història. Es va afegir la cançó "Party Dress" al lloc de l'eliminada "Al for Short". Una escena titulada "Clueless in New York" va substituir "I need more coffee...". La cançó a cappella d'en Bruce "Pony Girl" es va afegir, així com l'escena "A flair for the dramatic...". L'àlbum va sortir a la venda el maig de 2015.
La llista de cançons de l'àlbum de la producció de Broadway de 2015, que reflecteix els números del musical és la següent:
- 1. "It All Comes Back (Opening)" - Alison Petita, Bruce, Alison i Companyia
- 2. "Sometimes my father appeared to enjoy having children..." - Alison, Bruce i Helen
- 3. "Welcome to Our House on Maple Avenue" - Helen, Alison, Alison Petita, Christian, John, Bruce i Roy
- 4. "Not Too Bad" - Alison Mitjana
- 5. "Just had a good talk with Dad..." - Alison, Alison Mitjana, Bruce, Pete, Alison Petita, John i Christian
- 6. "Come to the Fun Home" - John, Christian i Alison Petita
- 7. "Helen's Etude" - Alison, Roy, Bruce, Alison Petita, Helen, John, Christian i Alison Mitjana
- 8. "Thanks for the care package..." - Alison Mitjana, Joan, Alison Petita i Bruce
- 9. "Party Dress" - Alison Petita, Bruce, Alison Mitjana i Alison
- 10. "Changing My Major" - Alison Mitjana
- 11. "I leapt out of the closet..." - Alison, Alison Petita, Bruce i Helen
- 12. "Maps" - Alison
- 13. "Read a book..." - Bruce, Alison Petita, Alison i Helen
- 14. "Raincoat of Love" - Bobby Jeremy i Companyia
- 15. "Clueless in New York…" - Alison, Alison Petita i Bruce
- 16. "Pony Girl" - Bruce
- 17. "A flair for the dramatic…" - Alison, Joan, Alison Mitjana i Bruce
- 18. "Ring of Keys" - Alison Petita i Alison
- 19. "Let me introduce you to my gay dad..." - Joan, Alison Mitjana, Alison, Bruce i Alison Petita
- 20. "Shortly after we were married..." - Helen i Alison Mitjana
- 21. "Days and Days" - Helen
- 22. "You ready to go for that drive?..." - Bruce i Alison
- 23. "Telephone Wire" - Alison i Bruce
- 24. "It was great to have you home..." - Bruce i Alison
- 25. "Edges of the World" - Bruce
- 26. "This is what I have of you..." - Alison
- 27. "Flying Away (Finale)" - Alison, Alison Mitjana i Alison Petita

## Crítica
La producció de l'Off-Broadway va rebre crítiques positives. Ben Brantley del The New York Times va remarcar l'impacte emocional, la qualitat i la universalitat del musical, qualificant-lo d'un musical bonic que arriba al cor. "Fun Home no només és una història d'algú sortint de l'armari o de l'arribada a l'edat adulta. La seva universalitat ve donada per l'atenció que posa sobre com mai coneixem completament aquells que són més propers a nosaltres, i la tendència del secrets dels adults, intuïts pels nens, que existeix en diversos graus a cada família. Fun Home troba un resplendor que enlluerna la nit". Brantley va aclamar l'escriptora Kron i la compositora Tesori pel seu treball. De Kron diu: "el seu llibret i les seves lletres ressonants donen al musical l'esquelet essencial", i de la música de Tesori "el millor i més variat que ha fet fins avui dia […] que captura l'ambigüitat aterridora de la història". Finalment, Brantley va qualificar Fun Home com un del seus 15 millors espectacles de 2013.
Joe Dziemianowicz del Daily News de Nova York va nomenar el musical com a "dolorosament bonic" i va dir que "parla a una família i a totes les famílies destrossades pels secrets i les mentides". Dziemianowicz va posicionar Fun Home a dalt del seu Top 10 de teatre de 2013.
Charles McNulty de Los Angeles Times, tot i ser un xic crític amb certs aspectes de l'espectacle, va quedar impressionat amb Fun Home, dient que "hi ha hagut molt musicals americans nous més ben fets que Fun Home, però no puc pensar en cap que m'hagi tocat tant amb la seva vulnerabilitat tendre, irònica i encoratjadora". Assegura que les debilitats del musical són part de la raó del seu èxit, dient que "comença amb un inici a trossos, es pren desviaments musicals innecessària i està escenificat en un estil rústic que a estones sembla més accidental que intencionat" però que "funciona, en gran manera. gràcies a aquests defectes. L'autoconeixement irònic de Bechdel i la seva sensibilitat interna es veuen reflectits en un musical que no té por de mostrar la seva part més peculiar".
Tot i ser menys positiva que Brantley, Dziemianowicz o McNulty; Miriam Krue de Slate afirma que “també hi ha moments de pura felicitat, i el musical brilla durant aquests moments”. Krule va sentir, però, que “no és clar si un musical és el segon millor format pel material”.
Adam Hetrick, editor en cap de Playbill.com, descriu Fun Home com “el millor musical de l'any”, dient que és "una peça de teatre plena d'emocions, felicitat, cor, dolor i una realitat incòmode”. Fent la crítica de l'àlbum per Playbill, Steven Suskin va elevar el “meravellós conjunt” de lletres de Kron i va dir de Tesori “una mestre del estils musicals […] que encaixa amb el to de Kron amb una barreja de sensibilitat i humor”. Suskin destaca “Days and Days”, dient que és una “peça sorprenent de teatre musical”. També va lloar les actuacions de Judy Kuhn, Michael Cerveris i les tres Alisons, Beth Malone, Alexandra Socha i Sydney Lucas. Suskin diu que Fun Home és “el millor musical dels escenaris de Nova York el 2013 de ben lluny, i el millor musical de la temporada”.
Anthony Tommasini, crític de música del New York Time, va lloar la música de Tesori, qualificant-la “d'obra mestre”, remarcant que les “cançons vibrants i pastitx” i la “varietat de gèneres musicals: un número jazz per la jove Alison en mig d'una fantasia; cançons amb influències de Sondheim que es despleguen sobre figures rítmiques insistents i harmonies riques i canviants” s'uneixen per crear “una entitat sorprenentment integrada”. Tommasini també lloa els números d'ensemble de l'espectacle, descrivint-los com a “complexos però alhora textualment texturalment transparents i absorbentment dramàtics.
Anticipant el trasllat de l'obra a Broadway, David Levesley de la revista online Mic destaca el focus de Fun Home sobre l'experiència individual d'una lesbiana, anomenant-lo “l'anàlisi d'identitat homosexual més atrevit i implacable sobre els escenaris de Nova York ara mateix”.

## Premis i nominacions

### Producció original de l'Off-Broadway
| Any  | Premi                                                             | Categoria                                                         | Candidat                                                          | Resultat  |
| ---- | ----------------------------------------------------------------- | ----------------------------------------------------------------- | ----------------------------------------------------------------- | --------- |
| 2014 | Premi Edward M. Kennedy per Teatre Inspirat en Història Americana | Premi Edward M. Kennedy per Teatre Inspirat en Història Americana | Premi Edward M. Kennedy per Teatre Inspirat en Història Americana | Nominat   |
| 2014 | Premis Lucille Lortel                                             | Millor musical                                                    | Millor musical                                                    | Guanyador |
| 2014 | Premis Lucille Lortel                                             | Millor director                                                   | Sam Gold                                                          | Nominat   |
| 2014 | Premis Lucille Lortel                                             | Millor coreògraf                                                  | Danny Mefford                                                     | Nominat   |
| 2014 | Premis Lucille Lortel                                             | Millor actor protagonista en un musical                           | Michael Cerveris                                                  | Guanyador |
| 2014 | Premis Lucille Lortel                                             | Millor actriu protagonista en un musical                          | Sydney Lucas                                                      | Nominat   |
| 2014 | Premis Lucille Lortel                                             | Millor actriu protagonista en un musical                          | Alexandra Socha                                                   | Nominat   |
| 2014 | Premis Lucille Lortel                                             | Millor actor de repartiment en un musical                         | Noah Hinsdale                                                     | Nominat   |
| 2014 | Premis Lucille Lortel                                             | Millor actriu de repartiment en un musical                        | Judy Kuhn                                                         | Guanyador |
| 2014 | Premis Lucille Lortel                                             | Millor disseny d'il·luminació                                     | Ben Stanton                                                       | Nominat   |
| 2014 | Premi Pulitzer de Teatre                                          | Premi Pulitzer de Teatre                                          | Premi Pulitzer de Teatre                                          | Finalista |
| 2014 | Premi New York Drama Critics' Circle                              | Millor musical                                                    | Millor musical                                                    | Guanyador |
| 2014 | Premi Outer Critics Circle                                        | Millor musical de l'Off-Broadway                                  | Millor musical de l'Off-Broadway                                  | Guanyador |
| 2014 | Premi Outer Critics Circle                                        | Millor llibret de musical (Broadway o Off-Broadway)               | Millor llibret de musical (Broadway o Off-Broadway)               | Nominat   |
| 2014 | Premi Outer Critics Circle                                        | Millor música nova                                                | Millor música nova                                                | Nominat   |
| 2014 | Premi Outer Critics Circle                                        | Millor director en un musical                                     | Sam Gold                                                          | Nominat   |
| 2014 | Premi Outer Critics Circle                                        | Millor actor en un musical                                        | Michael Cerveris                                                  | Nominat   |
| 2014 | Premi Outer Critics Circle                                        | Millor actriu de repartiment en un musical                        | Judy Kuhn                                                         | Nominat   |
| 2014 | Premi Outer Critics Circle                                        | Millor actriu de repartiment en un musical                        | Sydney Lucas                                                      | Nominat   |
| 2014 | Premi Drama League                                                | Millor producció d'un musical de Broadway o de l'Off-Broadway     | Millor producció d'un musical de Broadway o de l'Off-Broadway     | Nominat   |
| 2014 | Premi Drama League                                                | Premi distintiu a la interpretació                                | Michael Cerveris                                                  | Nominat   |
| 2014 | Premi Drama League                                                | Premi distintiu a la interpretació                                | Sydney Lucas                                                      | Nominat   |
| 2014 | Premi Obie                                                        | Teatre musical                                                    | Lisa Kron Jeanine Tesori Sam Gold                                 | Guanyador |
| 2014 | Premi Obie                                                        | Actuació                                                          | Sydney Lucas                                                      | Guanyador |
| 2014 | Premi Drama Desk                                                  | Millor musical                                                    | Millor musical                                                    | Nominat   |
| 2014 | Premi Drama Desk                                                  | Millor actriu de repartiment en un musical                        | Sydney Lucas                                                      | Nominat   |
| 2014 | Premi Drama Desk                                                  | Millor director en un musical                                     | Sam Gold                                                          | Nominat   |
| 2014 | Premi Drama Desk                                                  | Millor música                                                     | Jeanine Tesori                                                    | Nominat   |
| 2014 | Premi Drama Desk                                                  | Millor lletra                                                     | Lisa Kron                                                         | Nominat   |
| 2014 | Premi Drama Desk                                                  | Millor llibret de musical                                         | Lisa Kron                                                         | Nominat   |
| 2014 | Premi Drama Desk                                                  | Millors orquestracions                                            | John Clancy                                                       | Nominat   |
| 2014 | Premi Drama Desk                                                  | Millor disseny de so en un musical                                | Kai Harada                                                        | Nominat   |
| 2014 | Premi Off Broadway Alliance                                       | Millor musical revelació                                          | Millor musical revelació                                          | Guanyador |

### Producció original de Broadway
| Any  | Premi                          | Categoria                                   | Candidat                       | Resultat  |
| ---- | ------------------------------ | ------------------------------------------- | ------------------------------ | --------- |
| 2015 | Premis Tony                    | Millor musical                              | Millor musical                 | Guanyador |
| 2015 | Premis Tony                    | Millor llibret de musical                   | Lisa Kron                      | Guanyador |
| 2015 | Premis Tony                    | Millor música original                      | Jeanine Tesori i Lisa Kron     | Guanyador |
| 2015 | Premis Tony                    | Millor actor protagonista en un musical     | Michael Cerveris               | Guanyador |
| 2015 | Premis Tony                    | Millor actriu protagonista en un musical    | Beth Malone                    | Nominat   |
| 2015 | Premis Tony                    | Millor actriu de repartiment en un musical  | Judy Kuhn                      | Nominat   |
| 2015 | Premis Tony                    | Millor actriu de repartiment en un musical  | Sydney Lucas                   | Nominat   |
| 2015 | Premis Tony                    | Millor actriu de repartiment en un musical  | Emily Skeggs                   | Nominat   |
| 2015 | Premis Tony                    | Millor director en un musical               | Sam Gold                       | Guanyador |
| 2015 | Premis Tony                    | Millors orquestracions                      | John Clancy                    | Nominat   |
| 2015 | Premis Tony                    | Millor escenografia en un musical           | David Zinn                     | Nominat   |
| 2015 | Premis Tony                    | Millor disseny d'il·luminació en un musical | Ben Stanton                    | Nominat   |
| 2015 | Premis Theatre World           |                                             |                                |           |
| 2015 | Millor interpretació revelació | Sydney Lucas                                | Guanyador                      |           |
| 2015 | Millor interpretació revelació | Emily Skeggs                                | Guanyador                      |           |
| 2016 | Premis Grammy                  | Millor àlbum de teatre musical              | Millor àlbum de teatre musical | Nominat   |